# Олена Вітер (Йосифа)
Сестра Йосифа (Вітер) (у світі — Олена Василівна Вітер; 11 січня 1904, с. Миклашів, нині Пустомитівський район Львівська область; за іншими даними місто Київ — 15 листопада 1988, м. Львів) — українська релігійна діячка, мати-ігуменя, Праведник народів світу.

## Життєпис
Олена народилася у 1904 році в селі Миклашів на Львівщині. Її батьки — гімназійні професори Василь та Марія. Дівчинка виростала в національно змішаній родині (мати була полькою), але саме сімейне виховання стало основою її патріотичного світогляду. Олена завжди вважала себе українкою, хоча до 13 років жила з батьками в Австрії.
Повернення родини до Львова у 1918 році було пов'язане з політичною діяльністю батька. Загалом саме він мав вирішальне значення на формування особистості дівчини. Отримавши добру базову освіту у Львівській жіночій гімназії, у 1921 році вона стає студенткою медичного інституту. Але вже незабаром її життя різко змінюється — того самого року помирає її батько, а наступного Олена залишає навчання та подається в монастир.
Магістра новіціатів або ж наставниця для нових послушниць, згодом — ігуменя монастиря сестер-студиток у с. Якторів (нині Золочівський район Львівська область); від 1939 до середини 1940 року — ігуменя монастиря сестер-студиток у Львові.
Діяльна у «Просвіті», «Рідній школі» та інших українських товариствах; організаторка у селах Золочівщини бібліотек, дитячих садків та сиротинців, медичних та господарських курсів, хорів, драматичних гуртків.
11 червня 1940 року органи НКВС заарештували Йосифу за співпрацю з ОУН. Про перебування у в'язниці, що у Львові, вона згадує у книзі «Я звинувачую» (вид., найімовір., німецькою мовою). У червні 1941 року її засудили до смертної кари. Після початку німецько-радянської війни Йосифа врятувалася зі в'язниці втечею.
Відновлювала життя монаших спільнот, опікувалася сиротинцями; допомагала членам ОУН і УПА, за що 12 жовтня 1945 року її заарештували органи НКДБ; у квітні 1946 року засуджена на 20 років каторжних робіт та 5 років позбавлення прав; перебувала в концтаборах Східного Сибіру та Мордовській АРСР. Звільнена 29 березня 1956 року, відбувши в ув'язненні 10 років, 5 місяців та 17 днів, але повертатися до Львова їй заборонили. Відтоді понад 30 років служила у підпільному монастирі в місті Скалат Підволочиського району Тернопільської області. Згодом більшість часу проводила у Львові, де займалася доброчинною працею серед мирян і катехизацією дітей. Саме зі Львова вона керувала підпільними монастирями сестер студиток, а також підпільним новіціатом.
За порятунок єврейських дітей під час Голокосту уряд Ізраїлю 1976 року удостоїв Йосифу титулу «Праведник народів світу» (її ім'я вписане у Почесну стіну Праведників у Єрусалимі). Олена Вітер стала першою українкою, удостоєної цього титулу.
Мати Йосифа померла 15 листопада 1988 року у 84-річному віці. На початку 1989 року її на ігуменському служінні замінила сестра Анатолія (Івашків).
Реабілітована у 1995 році.

## Вшанування пам'яті
У Скалаті її іменем названо вулицю.
8 січня 2004 року в монастирі сестер Студиток у селі Великі Гаї, що на Тернопільщині відбулося вшанування 100-річчя матері-ігумені Йосифи.
10 травня 2013 року пластунки з куреня Ластівки обрали її своїм патроном.